# Найбільш прогресуючий гравець НБА
Найбільш прогресуючий гравець НБА (англ. NBA Most Improved Player Award) — щорічна нагорода Національної баскетбольної асоціації (НБА), яка вручається гравцю, що продемонстрував найбільший прогрес своєї гри за підсумками регулярного сезону. Нагорода вручається гравцям починаючи з сезону 1985-86. Нагороду отримує гравець, якого обирають спортивні журналісти з США та Канади, кожен з яких складає список з трьома гравцями, яких ранжують відповідно з 1 по 3 місце. Кожен гравець, який отримав перше місце отримує 5 очок; друге місце варте 3 очок; третє місце дає лише 1 очко. Гравець, який в підсумку набирає найбільшу кількість очок, незважаючи на кількість отриманих перших місць, здобуває нагороду.
Переможцями цієї нагороди за історію НБА ставали 36 різних гравців. Боріс Діао, Кевін Лав, Паскаль Сіакам та Янніс Адетокунбо — єдині гравці з цього списку, які ставали чемпіонами НБА. Янніс Адетокунбо — єдиний з гравців, який також вигравав приз Найціннішого гравця фіналу НБА. Хедо Туркоглу, Роні Сейкалі,[a] Георге Мурешан та Боріс Діао, Горан Драгич, Янніс Адетокунбо, Паскаль Сіакам — лише ці лауреати нагороди народилися поза межами США; всі окрім Сейкалі та Сіакама не грали в школах чи коледжах США.
Лише Елвін Робертсон, Дана Баррос, Трейсі Макгреді, Джермейн О'Ніл, Денні Гренджер, Кевін Лав, Пол Джордж, Джиммі Батлер, Янніс Адетокумбо, Віктор Оладіпо та Брендон Інграм здобували цю нагороду і обиралися до збірної всіх зірок в один і той самий сезон; Дейл Елліс, Кевін Дакворс, Кевін Джонсон, Гілберт Арінас, Зак Рендольф та Горан Драгич також здобували цю нагороду і обиралися до збірної всіх зірок, але не в один і той самий сезон.
Янніс Адетокумбо — єдиний гравець з цього списку, який згодом став Найціннішим гравцем НБА, а Трейсі Макгрейді — був включений до Баскетбольної зали слави.

## Переможці

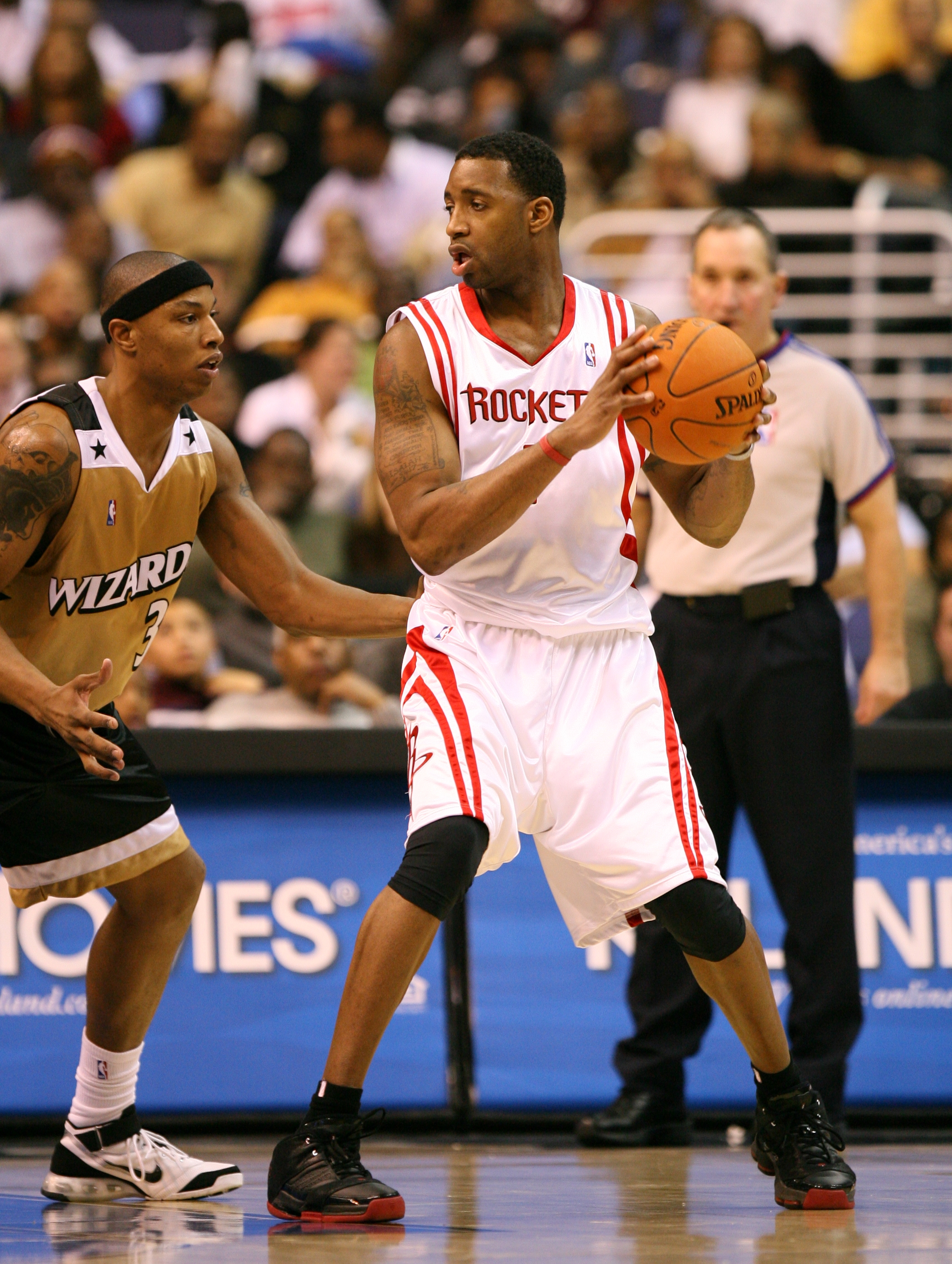
Трейсі Макгреді (справа) здобув нагороду в сезоні 2000-01.

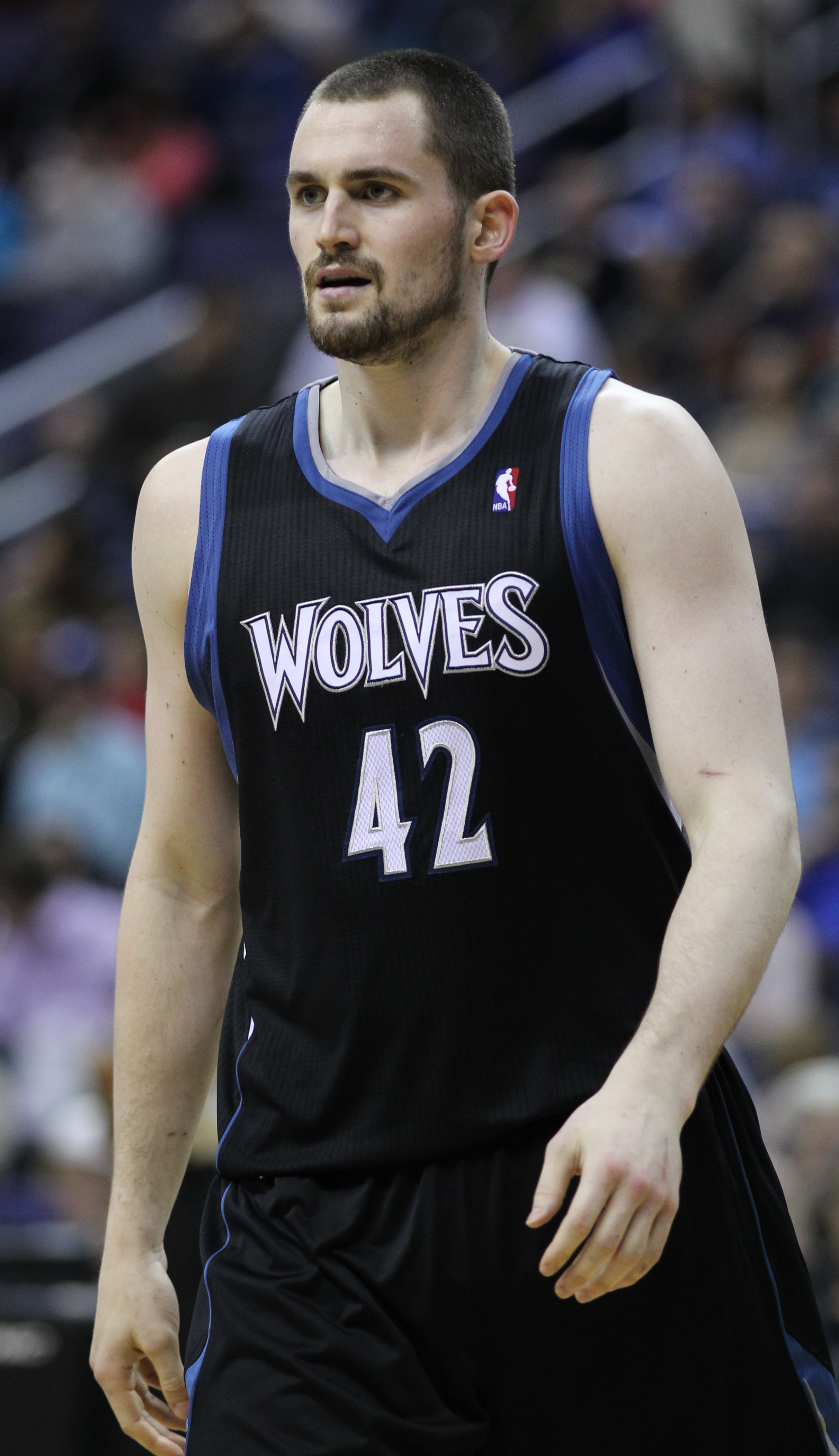
Кевін Лав здобув нагороду в сезоні 2010-11.

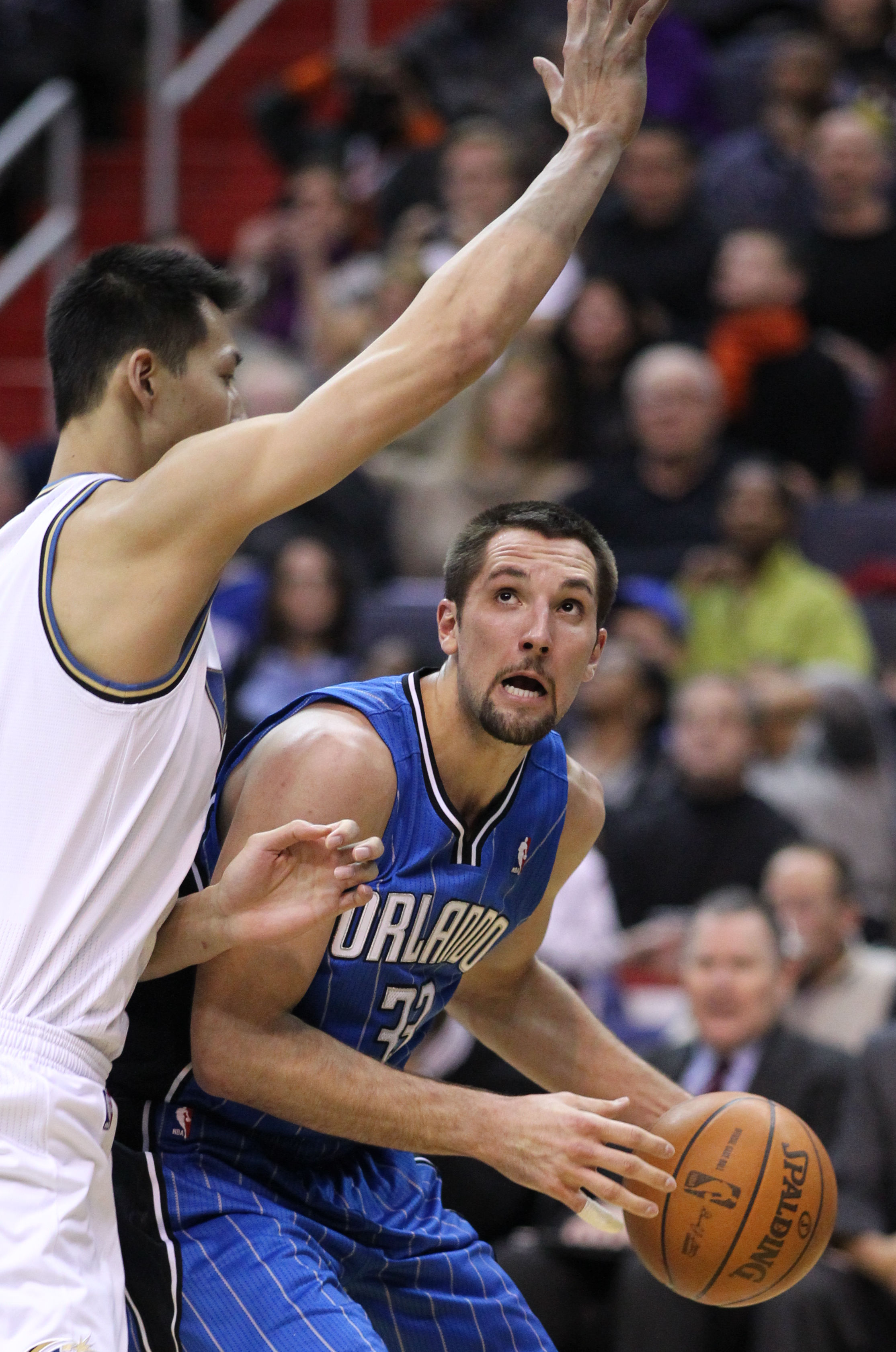
Раєн Андерсон добув нагороду в сезоні 2011-12.

| ^ | Гравці, які є діючими в НБА                      |
| * | Гравці, які включені до Баскетбольної зали слави |

| Сезон   | Гравець            | Позиція           | Громадянство | Команда                     |
| ------- | ------------------ | ----------------- | ------------ | --------------------------- |
| 1985-86 | Елвін Робертсон    | Захисник          | США          | Сан-Антоніо Сперс           |
| 1986-87 | Дейл Елліс         | Захисник/Форвард  | США          | Сієтл СуперСонікс           |
| 1987-88 | Кевін Дакворс      | Центровий         | США          | Портланд Трейл-Блейзерс     |
| 1988-89 | Кевін Джонсон      | Захисник          | США          | Фінікс Санз                 |
| 1989-90 | Роні Сейкалі       | Центровий         | США          | Маямі Гіт                   |
| 1990-91 | Скотт Скайлз       | Захисник          | США          | Орландо Меджик              |
| 1991-92 | Первіс Еллісон     | Центровий/Форвард | США          | Вашингтон Буллетс           |
| 1992-93 | Кріс Джексон       | Захисник          | США          | Денвер Наггетс              |
| 1993-94 | Дон Маклейн        | Форвард           | США          | Вашингтон Буллетс           |
| 1994-95 | Дана Баррос        | Захисник          | США          | Філадельфія Севенті-Сіксерс |
| 1995-96 | Георге Мурешан     | Центровий         | Румунія      | Вашингтон Буллетс           |
| 1996-97 | Айзек Остін        | Центровий         | США          | Маямі Гіт                   |
| 1997-98 | Алан Гендерсон     | Форвард           | США          | Атланта Гокс                |
| 1998-99 | Даррелл Армсторнг  | Захисник          | США          | Орландо Меджик              |
| 1999-00 | Джален Роуз        | Захисник/Форвард  | США          | Індіана Пейсерз             |
| 2000-01 | Трейсі Макгреді    | Захисник/Форвард  | США          | Орландо Меджик              |
| 2001-02 | Джермейн О'Ніл     | Форвард/Центровий | США          | Індіана Пейсерз             |
| 2002-03 | Гілберт Арінас     | Захисник          | США          | Голден-Стейт Ворріорс       |
| 2003-04 | Зак Рендольф       | Форвард           | США          | Портланд Трейл-Блейзерс     |
| 2004-05 | Боббі Сіммонс      | Захисник/Форвард  | США          | Лос-Анджелес Кліпперс       |
| 2005-06 | Боріс Діао         | Форвард           | Франція      | Фінікс Санз (2)             |
| 2006-07 | Монтей Елліс       | Захисник          | США          | Голден-Стейт Ворріорс (2)   |
| 2007-08 | Гедо Тюркоглу      | Форвард           | Туреччина    | Орландо Меджик (4)          |
| 2008-09 | Денні Гренджер     | Форвард           | США          | Індіана Пейсерз (3)         |
| 2009-10 | Аарон Брукс        | Захисник          | США          | Х'юстон Рокетс              |
| 2010-11 | Кевін Лав^         | Форвард           | США          | Міннесота Тімбервулвз       |
| 2011-12 | Раєн Андерсон      | Форвард           | США          | Орландо Меджик (5)          |
| 2012-13 | Пол Джордж^        | Форвард           | США          | Індіана Пейсерз (4)         |
| 2013-14 | Горан Драгич^      | Захисник          | Словенія     | Фінікс Санз (3)             |
| 2014-15 | Джиммі Батлер^     | Захисник/Форвард  | США          | Чикаго Буллз                |
| 2015-16 | Сі Джей Макколлум^ | Захисник          | США          | Портленд Трейл-Блейзерс (3) |
| 2016-17 | Янніс Адетокумбо^  | Форвард           | Греція       | Мілвокі Бакс                |
| 2017-18 | Віктор Оладіпо^    | Захисник          | США          | Індіана Пейсерз (5)         |
| 2018-19 | Паскаль Сіакам^    | Форвард           | Камерун      | Торонто Репторс             |
| 2019–20 | Брендон Інграм^    | Форвард           | США          | Нью-Орлінс Пеліканс         |
| 2020–21 | Джуліус Рендл^     | Форвард           | США          | Нью-Йорк Нікс               |
| 2021–22 | Джа Морент^        | Захисник          | США          | Мемфіс Гріззліс             |